# Dolerocypria convoluta
Dolerocypria convoluta is een mosselkreeftjessoort uit de familie van de Candonidae. De wetenschappelijke naam van de soort is voor het eerst geldig gepubliceerd in 1993 door Maddocks & Iliffe.